# Картли
Ка́ртли (груз. ქართლი) или Карталиния — одна из основных историко-географических областей современной Грузии.
С административной точки зрения, территория Картли (Карталинии) представляет собой края Квемо-Картли и Шида-Картли. Часть территории относится к Мцхета-Мтианетскому и Самцхе-Джавахетскому краям. Город Тбилиси также находится на территории исторической области Картли.
На территории Картли расположены города: Тбилиси, Рустави, Гори, Цхинвали, Боржоми, Хашури, Болниси, Марнеули, Мцхета, Душети, Карели, Каспи, Ахалгори, Джава, Агара, Казрети.
Грузины, проживающие на исторических землях Картли, известны как картлийцы (груз. ქართლელი) и составляют одну из крупнейших этнографических подгрупп грузинского народа. Большинство из них является православными христианами, принадлежащими к национальной Грузинской православной церкви, и говорит на диалекте, который является основой современного грузинского литературного языка. Также имеются компактные ареалы расселения осетин, армян, азербайджанцев и греков.
В области много исторических памятников древнейшей и новейшей истории Грузии.

## Города Картли
Крупнейшими городами до 1921 года были Тифлис, Душети и Гори.
В наше время в регионе расположены такие города, как Тбилиси, Рустави, Душети, Каспи, Ахалгори, Гори, Цхинвали, Хашури, Карели, Боржоми, Марнеули, Гардабани, Болниси, Дманиси и Казрети.

## Исторические субрегионы Картли
В средние века Картли традиционно делили примерно вдоль Куры на три основных региона:
- Шида-Картли (груз. შიდა ქართლი), то есть Внутренняя Картли, также Хуыссар Ирыстон (Южная Осетия) с центром в Мцхете и Уплисцихе, включая всю центральную Картли к северу и югу от Куры и к западу от ее притока Арагви;
- Квемо-Картли (груз. ქვემო ქართლი), то есть Нижняя Картли, включающая земли в нижнем бассейне Куры и к югу от этой реки;
- Земо-Картли (груз. ზემო ქართლი), то есть Верхняя Картли, включающая земли в верхнем бассейне Куры и к югу от этой реки, к западу от Квемо-Картли.

Большинство этих земель в настоящее время являются частью грузинских регионов Шида-Картли (со столицей в Гори) и Квемо-Картли (со столицей в Рустави), а также Самцхе-Джавахети (со столицей в Ахалцихе) и Мцхета-Мтианети (со столицей в Мцхета). Значительная часть Земо-Картли сейчас принадлежит Турции. На территории Шида-Картли находится Картлис Осети, частично включающая в себя территорию бывшей Юго-Осетинской АО, в настоящее время неподконтрольную властям Грузии, где частично признанное государство Южная Осетия провозглашено на международно признанной территории Грузии.